# Propstei Gandersheim-Seesen
Die Propstei Gandersheim-Seesen ist einer von 12 Unterbezirken (Propsteien) der Evangelisch-Lutherischen Landeskirche in Braunschweig.

## Geschichte
Die Propstei Gandersheim-Seesen entstand am 1. Januar 2017 durch den Zusammenschluss der Propstei Bad Gandersheim und der Propstei Seesen.

## Geographische Lage
Der Bereich Bad Gandersheim umfasst den südwestlichen Teil der Braunschweiger Landeskirche im Leinebergland, mit den politischen Gemeinden Bad Gandersheim, Delligsen und Einbeck sind die größten Orte und Gemeinden. Die im Bereich Seesen zusammengefassten Kirchen liegen in den politischen Gemeinden Seesen, Bad Grund (Harz), Bockenem, Langelsheim und der Samtgemeinde Lutter am Barenberge. Im Süden, Westen und Norden grenzt sie an die Evangelisch-Lutherische Landeskirche Hannovers. Nordöstlich grenzt sie an die Propstei Goslar, östlich an den Kirchenkreis Harzer Land (ebenfalls Hannover).

## Geistliche Leitung
Die geistliche Leitung der Propstei hat der Propst oder die Pröpstin. Der Propst oder die Pröpstin führt zugleich den Vorsitz im Propsteivorstand. Pröpstin der Propstei ist Meike Bräuer-Ehgart.

## Kirchengemeinden
Zur Propstei Gandersheim-Seesen gehören 54 Kirchengemeinden. Die Verwaltungsgeschäfte der Propstei werden durch einen Vorstand wahrgenommen, der seinen Sitz in Seesen hat. Die Mitglieder der Gemeinden werden in kirchlichen Angelegenheiten durch die Propsteisynode vertreten, die bis 2019 aus allen Mitgliedern der beiden bisherigen Propsteisynoden besteht, da alle gewählten Synodalen bis zur Neuwahl im Amt bleiben.